# Federico Augusto di Brunswick-Wolfenbüttel-Oels
Federico Augusto di Brunswick-Wolfenbüttel-Oels (Wolfenbüttel, 29 ottobre 1740 – Eisenach, 8 ottobre 1805) è stato un generale e duca prussiano.

## Biografia
Federico Augusto era uno dei 13 figli di Carlo I di Brunswick-Wolfenbüttel e Principe di Brunswick-Wolfenbüttel-Bevern e di sua moglie Filippina Carlotta di Prussia.
Federico Augusto venne destinato alla carriera militare e dal 1754 venne nominato Capitano di un reggimento di guardie ed a partire dal 28 aprile 1761 fu Colonnello e capo del reggimento di guardie a piedi di Zastrow. Durante la Guerra dei Sette anni partecipò agli scontri a Vellinghausen, Wilhelmsthal, Melsungen e Homburg e venne coinvolto nella Battaglia di Fritzlar. Il 17 agosto 1761 vernne nominato Maggiore Generale e nell'ottobre dello stesso anno prese parte ai combattimenti per liberare la città di Braunschweig. Su tale evento, anche la poetessa Anna Luise Karsch gli dedicò un'ode che ebbe grande risonanza per l'epoca. Nel 1764 scrisse anche un'ode personale per il principe Federico Augusto.
Nel 1763 venne nominato Luogotenente Generale e capo del reggimento di fanteria di Tettenborn (poi N° 19) al servizio della Prussia, divenendo il più fido tra gli aiutanti di suo zio il sovrano prussiano e venendo da questi nominato governatore della fortezza di Küstrin.
Il 6 settembre 1768 egli sposò Federica Sofia Carlotta Augusta di Württemberg-Oels (1º agosto 1751 - 4 novembre 1789), figlia di Carlo Cristiano Ermanno di Württemberg-Oels (1716-1792). il matrimonio rimase senza eredi.
Il 21 maggio 1787 venne nominato Generale di fanteria.
Tre anni dopo la morte di sua moglie, il 13 dicembre 1792 poté avere accesso al trono del ducato di Oels (derivatogli dalla moglie) ed il 28 dicembre di quello stesso anno prese servizio stabile in un corpo d'armata prussiano e combatté in Vestfalia, ma per ragioni di salute dovette ritirarsi dal 26 marzo 1793 come Luogotenente Generale. Il 20 marzo 1794 ottenne licenza permanente dall'esercito.
Negli anni della sua pensione si dedicò in prevalenza all'attività letteraria e di traduzione di testi dal francese. Egli morì nell'ottobre del 1805 e venne sepolto a Weimar.
Il ducato di Oels passò a suo nipote Federico Guglielmo di Brunswick.
Di lui si sa che era appassionato di occultismo ed alchimia e che divenne membro d'onore dell'Accademia delle Scienze di Prussia dal 20 dicembre 1764, oltre ad avere accesso dal 1774 alla carica di Prevosto del Duomo di Brandeburgo.
Massone, come i suoi due fratelli Wilhelm Adolf e Leopold, a partire dal 1771 fu Socius, Amicus et Fautor ordinis. Fu membro della "Stretta Osservanza" e prefetto di Berlino dal 1773. Dal 1772 al  1799 fu Gran maestro nazionale della  Großen National-Mutterloge "Zu den drei Weltkugeln", che era sotto la protezione di  Federico II di Prussia.

## Ascendenza
|                                                 |                       |                                         | Genitori                                              |  |  | Nonni |  |  | Bisnonni                                   |  |  | Trisnonni                     |  |
|                                                 |                       |                                         |                                                       |  |  |       |  |  | Ferdinando Alberto I di Brunswick-Lüneburg |  |  | Augusto di Brunswick-Lüneburg |  |
|                                                 |                       |                                         |                                                       |  |  |       |  |  | Ferdinando Alberto I di Brunswick-Lüneburg |  |  | Augusto di Brunswick-Lüneburg |  |
|                                                 |                       | Elisabetta Sofia di Meclemburgo-Güstrow |                                                       |  |  |       |  |  | Ferdinando Alberto I di Brunswick-Lüneburg |  |  |                               |  |
| Ferdinando Alberto II di Brunswick-Lüneburg     |                       |                                         |                                                       |  |  |       |  |  | Ferdinando Alberto I di Brunswick-Lüneburg |  |  |                               |  |
|                                                 |                       | Cristina d'Assia-Eschwege               | Federico d'Assia-Eschwege                             |  |  |       |  |  |                                            |  |  |                               |  |
|                                                 |                       | Cristina d'Assia-Eschwege               | Federico d'Assia-Eschwege                             |  |  |       |  |  |                                            |  |  |                               |  |
|                                                 |                       | Cristina d'Assia-Eschwege               | Eleonora Caterina del Palatinato-Zweibrücken-Kleeburg |  |  |       |  |  |                                            |  |  |                               |  |
| Carlo I di Brunswick-Wolfenbüttel               |                       | Cristina d'Assia-Eschwege               |                                                       |  |  |       |  |  |                                            |  |  |                               |  |
|                                                 |                       | Luigi Rodolfo di Brunswick-Lüneburg     | Antonio Ulrico di Brunswick-Lüneburg                  |  |  |       |  |  |                                            |  |  |                               |  |
|                                                 |                       | Luigi Rodolfo di Brunswick-Lüneburg     | Antonio Ulrico di Brunswick-Lüneburg                  |  |  |       |  |  |                                            |  |  |                               |  |
|                                                 |                       | Luigi Rodolfo di Brunswick-Lüneburg     | Elisabetta Giuliana di Schleswig-Holstein-Sonderburg  |  |  |       |  |  |                                            |  |  |                               |  |
| Antonietta Amalia di Brunswick-Wolfenbüttel     |                       | Luigi Rodolfo di Brunswick-Lüneburg     |                                                       |  |  |       |  |  |                                            |  |  |                               |  |
|                                                 |                       | Cristina Luisa di Oettingen-Oettingen   | Alberto Ernesto I di Oettingen-Oettingen              |  |  |       |  |  |                                            |  |  |                               |  |
|                                                 |                       | Cristina Luisa di Oettingen-Oettingen   | Alberto Ernesto I di Oettingen-Oettingen              |  |  |       |  |  |                                            |  |  |                               |  |
|                                                 |                       | Cristina Luisa di Oettingen-Oettingen   | Cristina Federica di Württemberg                      |  |  |       |  |  |                                            |  |  |                               |  |
| Federico Augusto di Brunswick-Wolfenbüttel-Oels |                       | Cristina Luisa di Oettingen-Oettingen   |                                                       |  |  |       |  |  |                                            |  |  |                               |  |
|                                                 | Federico I di Prussia | Federico Guglielmo I di Brandeburgo     |                                                       |  |  |       |  |  |                                            |  |  |                               |  |
|                                                 | Federico I di Prussia | Federico Guglielmo I di Brandeburgo     |                                                       |  |  |       |  |  |                                            |  |  |                               |  |
|                                                 | Federico I di Prussia | Luisa Enrichetta d'Orange               |                                                       |  |  |       |  |  |                                            |  |  |                               |  |
| Federico Guglielmo I di Prussia                 | Federico I di Prussia |                                         |                                                       |  |  |       |  |  |                                            |  |  |                               |  |
|                                                 |                       | Sofia Carlotta di Hannover              | Ernesto Augusto di Brunswick-Lüneburg                 |  |  |       |  |  |                                            |  |  |                               |  |
|                                                 |                       | Sofia Carlotta di Hannover              | Ernesto Augusto di Brunswick-Lüneburg                 |  |  |       |  |  |                                            |  |  |                               |  |
|                                                 |                       | Sofia Carlotta di Hannover              | Sofia del Palatinato                                  |  |  |       |  |  |                                            |  |  |                               |  |
| Filippina Carlotta di Prussia                   |                       | Sofia Carlotta di Hannover              |                                                       |  |  |       |  |  |                                            |  |  |                               |  |
|                                                 |                       | Giorgio I di Gran Bretagna              | Ernesto Augusto di Brunswick-Lüneburg                 |  |  |       |  |  |                                            |  |  |                               |  |
|                                                 |                       | Giorgio I di Gran Bretagna              | Ernesto Augusto di Brunswick-Lüneburg                 |  |  |       |  |  |                                            |  |  |                               |  |
|                                                 |                       | Giorgio I di Gran Bretagna              | Sofia del Palatinato                                  |  |  |       |  |  |                                            |  |  |                               |  |
| Sofia Dorotea di Hannover                       |                       | Giorgio I di Gran Bretagna              |                                                       |  |  |       |  |  |                                            |  |  |                               |  |
|                                                 |                       | Sofia Dorotea di Celle                  | Giorgio Guglielmo di Brunswick-Lüneburg               |  |  |       |  |  |                                            |  |  |                               |  |
|                                                 |                       | Sofia Dorotea di Celle                  | Giorgio Guglielmo di Brunswick-Lüneburg               |  |  |       |  |  |                                            |  |  |                               |  |
|                                                 |                       | Sofia Dorotea di Celle                  | Éléonore d'Esmier d'Olbreuse                          |  |  |       |  |  |                                            |  |  |                               |  |
|                                                 |                       | Sofia Dorotea di Celle                  |                                                       |  |  |       |  |  |                                            |  |  |                               |  |

## Opere
- Militärische Geschichte des Prinzen Friedrich August von Braunschweig-Lüneburg, Oels 1797